# 帕里西
帕里西是巴西圣保罗州的一个市镇。总面积84.509平方公里，总人口2268人，人口密度26.8人/平方公里。